# Rundvik
Rundvik is een plaats in de gemeente Nordmaling in het landschap Ångermanland en de provincie Västerbottens län in Zweden. De plaats heeft 911 inwoners (2005) en een oppervlakte van 185 hectare. De plaats ligt aan de Botnische Golf, circa 7 kilometer ten zuiden van de plaats Nordmaling.